# Jean de Raymond
Jean Léon François Marie de Raymond (* 1907; † 29. Oktober 1951 in Phnom Penh) war ein hochrangiger französischer Kolonialbeamter in Indochina.

## Leben

### Zweiter Weltkrieg
Raymond hatte in den 1930er-Jahren bei der Kolonialinfanterie Karriere gemacht und war 1939 für die École supérieure de guerre zugelassen worden; der Zweite Weltkrieg verhinderte aber den Abschluss der Ausbildung.
Gegen Kriegsende, im Frühsommer 1945, leitete er – nun als ziviler Vertreter des Kolonialministeriums – die französische diplomatische Mission in Kalkutta mit Zuständigkeit für das japanisch besetzte Französisch-Indochina. Raymond hatte zwar wenig Wissen über die tatsächliche Situation dort, war aber als idealistischer Gaullist regionserfahreneren Kolonialbeamten mit Vichy-Vergangenheit vorgezogen worden.
Im August 1945 gehörte er der diplomatisch-militärischen Delegation an, die mit britischer Unterstützung ins südchinesische Kunming entsandt wurde. Die französische Gruppe (darunter auch Jean Sainteny und Léon Pignon) traf dort mit den Truppen unter General Alessandri zusammen, die nach der japanischen Machtübernahme im März 1945 aus Indochina entkommen waren. Man plante, von hier aus unmittelbar nach dem Zusammenbruch Japans nach Nord-Indochina zurückzukehren und die französische Herrschaft wiederherzustellen. Die Chinesen sowie die zu diesem Zeitpunkt noch kolonialkritischen Amerikaner verhinderten dann allerdings eine zeitnahe Rückkehr, so dass die vietnamesische Augustrevolution ohne französische Intervention stattfand.

### Laos
Ende 1945 bis Frühjahr 1946 war Raymond als Militärberater an der Niederschlagung der laotischen Unabhängigkeitsbewegung Lao Issara beteiligt. Nach weitgehendem Ende der Kämpfe im April 1946 wurde er als ziviler Nachfolger des militärischen Befehlshabers Hans Imfeld zum Commissaire de la République für Laos ernannt und damit zum höchsten Vertreter Frankreichs im Land. In dieser Position verhandelte er erfolgreich über die Schaffung eines geeinten Königreich Laos unter französischer Oberherrschaft; am 27. August 1946 kam es zur Unterzeichnung eines entsprechenden Modus Vivendi. Gegenüber der Lao-Issara-Exilregierung in Bangkok zeigte er sich verhandlungsbereit, was von militärischer und nachrichtendienstlicher Seite kritisiert wurde. Im Juli 1947 wurde er in seinem Amt von Maurice Auguste Michaudel abgelöst. 

### Kambodscha
Im Februar 1949, mitten im Indochinakrieg, kehrte Raymond auf die politische Bühne der Region zurück und wurde als Nachfolger von Lucien Vincent Loubet Commissaire de la République in Kambodscha. Er freundete sich hier mit König Norodom Sihanouk an und unterstützte diesen bei seinen (profranzösischen) Autonomiebemühungen. Gleichzeitig warf er der gewählten kambodschanischen Volksvertretung wiederholt Unfähigkeit vor und stellte diese als negativen Gegenpol zum Patriotismus des Königs dar. Sihanouk fühlte sich geschmeichelt und teilte bald Raymonds Abneigung gegen die parlamentarischen Institutionen.
Am 29. Oktober 1951 wurde Raymond während des Mittagsschlafs von seinem vietnamesischen Hausjungen brutal ermordet. Dem Jungen gelang anschließend die Flucht zu den Việt Minh, die ihn als Helden feierten. Es wird vermutet, dass der Junge bereits von Anfang an von den Việt Minh als Spion in Raymonds Haushalt platziert worden war, wobei sie sich die vermuteten pädophilen Neigungen des Commissaire zu Nutze gemacht hatten. Da am gleichen Tag der antifranzösische Nationalist Son Ngoc Thanh nach Kambodscha zurückkehren durfte, fand das Attentat möglicherweise bewusst an diesem Datum statt. Nach der Ermordung von General Charles Chanson († 31. Juli) handelte es sich um das zweite prominente Attentat innerhalb kurzer Zeit. 
Die französisch-kambodschanischen Behörden verurteilten die Hintermänner in Abwesenheit zum Tode. An der pompösen Trauerfeier in Phnom Penh nahmen unter anderem König Sihanouk und Indochina-Oberbefehlshaber De Lattre de Tassigny teil.  Neuer Commissaire in Kambodscha wurde der örtliche Militärbefehlshaber General Yves Digo.
Für die Việt Minh war das Attentat aus strategischer Sicht ein klarer Fehlschlag, da Kambodscha bis Kriegsende eine Bastion Frankreichs blieb. 
Jean de Raymond hinterließ einen Sohn, den Diplomaten und Professor Jean-François de Raymond.